# Manguitas
Las manguitas eran unas religiosas hospitalarias de la Orden de los servitas, instituidas por Felipe Benicio hacia el año 1286.
Juliana Falconieri fue la primera religiosa de este instituto y se les dio el nombre vulgar de manguitas a causa de las mangas cortas que llevan para servir con más facilidad a los enfermos.